# Luchthaven Socotra
Luchthaven Socotra (Arabisch: مطار سقطرى) of Mo(o)ri is de luchthaven van het Jemenitische eiland Socotra. De luchthaven ligt aan een verharde weg tussen de hoofdplaats Hadiboh en de toeristische gebieden bij Qalansyah, nabij de plaatsen Mori en Qadub.

## Geschiedenis

### Luchtmachtbasis
De luchthaven ligt op de plaats van de vroegere luchtmachtbasis Ras Karma die door de RAF volgens sommige bronnen in 1939 werd aangelegd bij Kaap Ras Karma, maar volgens een andere bron dat jaar alleen werd voorgesteld. In 1943 werden twee gestripte Blenheim 1-bommenwerpers gestuurd vanaf de Britse luchtmachtbasis RAF Khormaksar bij Aden om in 14 dagen tijd een nieuwe provisorische onverharde landingsbaan aan te leggen bij Ras Karma ten westen van Hadiboh. Daarvoor moesten eerst grote obstakels worden verwijderd. Deze landingsbaan werd gebruikt als een tussenstop voor Amerikaanse vliegtuigen tijdens de Tweede Wereldoorlog. Vanaf de basis stegen in 1943 en 1944 ook Consolidated PBY Catalina-vliegboten op van het 321 Dutch Squadron RAF. Na de oorlog werd de vliegbasis al snel weer verlaten. 
Vermoedelijk ergens in de jaren 1971 tot 1975 legden de Sovjets in samenspraak met de Democratische Republiek Jemen een landingsbaan van gravel aan voor militaire vluchten naar Aden. Deze werd zelden gebruikt door civiele vliegtuigen. Volgens sommige bronnen hadden de Russen er tot in de jaren 1990 ook een KGB-sigintstation.
Tot de opening van de huidige luchthaven was het eiland Socotra daardoor grotendeels afgesloten van de buitenwereld. Het stormachtige weer, de ruwe zee en het ontbreken van een natuurlijke haven verhinderden tijdens de moesson vijf maanden per jaar het scheepvaartverkeer met het vasteland.

### Huidige luchthaven

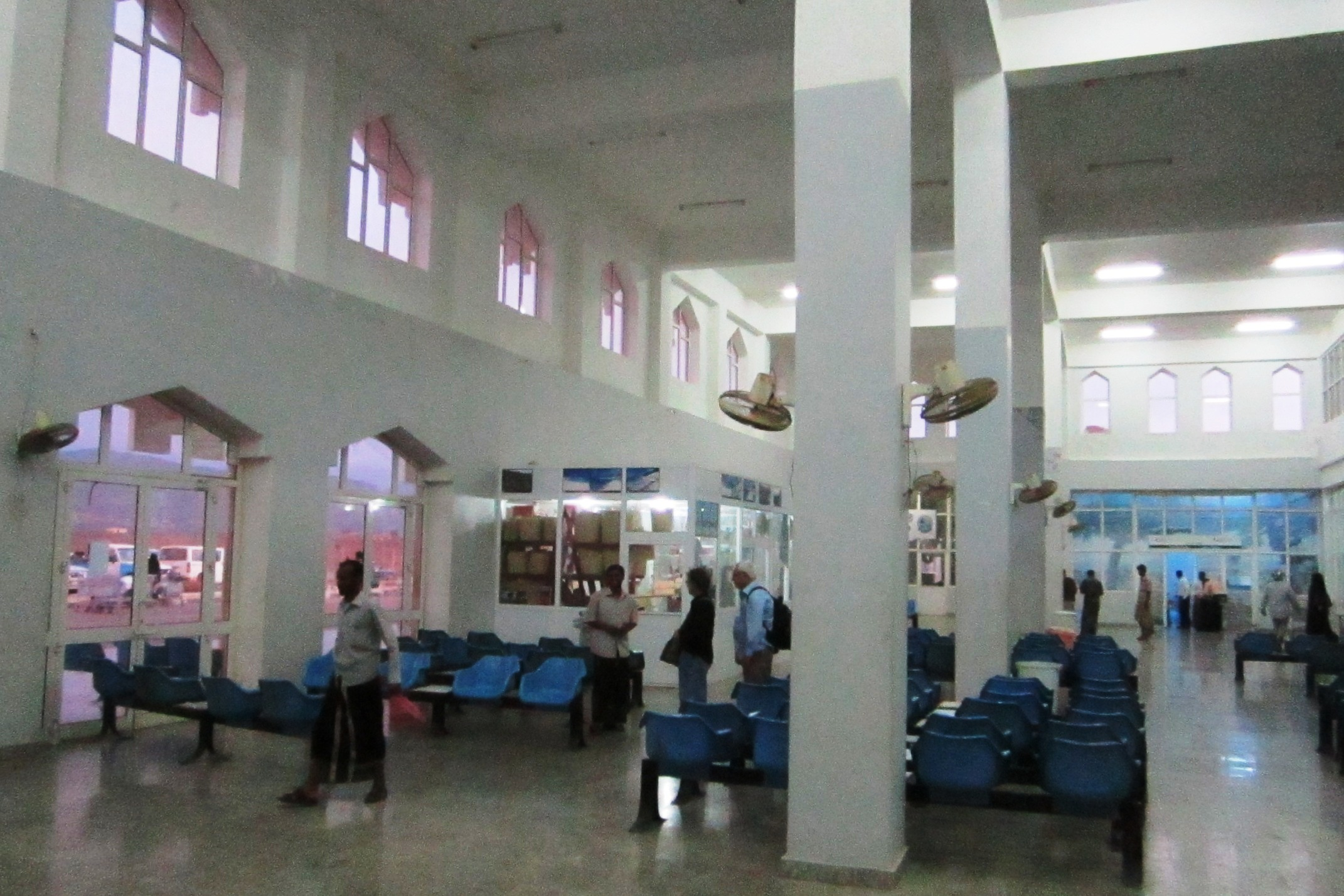
Wachtruimte

In 1999 werd de huidige luchthaven aangelegd om het toerisme te bevorderen. Volgens het oppositieblad Al-Haq werd de nieuwe landingsbaan daarbij volgens Amerikaanse militaire specificaties aangelegd. Amerika wilde namelijk een sigintstation op Socotra hebben en kreeg hetzelfde jaar toestemming van de Jemenitische regering om gebruik te mogen maken van de luchthaven.
De aanleg van de luchthaven leidde onmiddellijk tot een sterke economische bloei op het eiland, de aanleg van verharde wegen en de planning van een haven. Deze ontwikkeling ging gepaard met voorheen onbekende ingrepen in de natuur. Vanuit het oogpunt van natuurbehoud werd de zorg geuit dat invasieve soorten het eiland via de luchthaven zouden kunnen bereiken.
Rusland probeerde in 2009 toestemming te krijgen van de Jemenitische overheid om een militaire basis te mogen openen op het eiland. In 2010 probeerde Amerika hetzelfde.
Na de militaire Interventie in Jemen in 2015 werd het burgerluchtverkeer in maart 2015 opgeschort. Ondertussen had de Emiratische regering zijn oog laten vallen op Socotra vanwege de strategische locatie, waarvoor het volgens geruchten in de Jemenitische media met de in 2014 gevluchte president Hadi eerder al een leaseconstructie voor 99 jaar overeengekomen was. Nadat cycloon Megh over het eiland trok in dat jaar, startte het land met een grote campagne waarbij meer dan anderhalf miljard dollar werd gestoken in het herbouwen van het eiland en de luchthaven. In april 2017 begon de Emiratische luchtvaartmaatschappij Rotana Jet zonder toestemming van de Jemenitische autoriteiten met chartervluchten vanuit Abu Dhabi. In april 2018 werd de luchthaven van Socotra bezet door Emiratische soldaten, waarbij de Jemenitische legerwachten werden weggestuurd. De daaruit voortvloeiende spanningen tussen beide interventiemachten Verenigde Arabische Emiraten en Saoedi-Arabië werden de maand erop echter opgelost nadat een overeenkomst werd bereikt tussen de Emiraten en Jemen, waarbij het bestuur over de luchthaven werd teruggegeven aan de Jemenitische autoriteiten. Een paar weken later was de luchthaven het knooppunt voor het aanvoeren van reddingsteams uit de Emiraten en andere landen en het evacueren van de gewonden nadat Socotra zwaar werd getroffen door Cycloon Mekunu. Eind 2018 werd de luchthaven weer geopend voor de burgerluchtvaart. De vluchten vanuit Abu Dhabi werden daarbij overgenomen door Air Arabia. In 2020 werd de macht op het eiland overgenomen door de aan de Emiraten gelieerde Zuidelijke Overgangsraad, waarbij ook de Saoedische soldaten van het eiland vertrokken. Sindsdien is de luchthaven weer in handen van de Emiraten.

## Luchtvaartmaatschappijen en bestemmingen
| Luchtvaartmaatschappijen | Bestemmingen                | Luchthaven                                               | Opmerkingen                                                    |
| ------------------------ | --------------------------- | -------------------------------------------------------- | -------------------------------------------------------------- |
| Yemenia                  | Aden via Mukalla Al Ghaydah | Luchthaven Riyan / Luchthaven Aden Luchthaven Al Ghaydah | technische stop in Mukalla, doorvlucht naar Cairo onregelmatig |
| Air Arabia               | Abu Dhabi                   | Luchthaven Abu Dhabi                                     | alleen via Air Arabia of reisagent op Socotra boekbaar         |